# Remaucourt, Ardennes
Remaucourt är en kommun i departementet Ardennes i regionen Grand Est (tidigare regionen Champagne-Ardenne) i nordöstra Frankrike. Kommunen ligger  i kantonen Chaumont-Porcien som ligger i arrondissementet Rethel. År 2022 hade Remaucourt 173 invånare.

## Befolkningsutveckling
Antalet invånare i kommunen Remaucourt
Referens: INSEE